# Чернецкий, Руслан Иосифович
Руслан Иосифович Чернецкий — белорусский актёр театра и кино, государственный деятель, министр культуры Республики Беларусь.

## Биография
Родился 1 июля 1981 г. в Минске.
Служил в армии, работал охранником и официантом.
В 2010 г. окончил заочное отделение Белорусской государственной академии искусств по специальности «актер драматического театра и кино» (курс Зои Белохвостик).
С 2005 года работает в Национальном драматическом театре имени Максима Горького, на телевидении, снимается в кино. Играл в спектаклях «Трехгрошовая опера» Бертольда Брехта, «Сон на кургане» Янки Купалы, «Валентинов день» Ивана Вырыпаева и многих других.
Из последних проектов — роль князя Слуцкого в экранизации «Черный замок Ольшанский» Владимира Короткевича, озвучка бога Велеса в анимационном фильме «Песня Сирин».
Награжден медалью Франциска Скорины (2019).
В 2022 г. удостоен звания «Заслуженный артист Республики Беларусь».
Член партии «Белая Русь». 26 февраля 2024 года избран депутатом Палаты представителей Национального собрания Беларуси по Есенинскому избирательному округу №99, член Постоянной комиссии по образованию, культуре и науке.
С 02.12.2024 года министр культуры Республики Беларусь.